# Parammoecius osseticus
Parammoecius osseticus är en skalbaggsart som beskrevs av Iablokov-khnzorian 1972. Parammoecius osseticus ingår i släktet Parammoecius och familjen Aphodiidae. Inga underarter finns listade i Catalogue of Life.